# Municipio de Mont
El municipio de Mont (en inglés: Mont Township) es un municipio ubicado en el condado de Williams en el estado estadounidense de Dakota del Norte. En el año 2010 tenía una población de 45 habitantes y una densidad poblacional de 0,48 personas por km².

## Geografía
El municipio de Mont se encuentra ubicado en las coordenadas 48°15′16″N 103°48′18″O / 48.25444, -103.80500. Según la Oficina del Censo de los Estados Unidos, el municipio tiene una superficie total de 93.05 km², de la cual 92,99 km² corresponden a tierra firme y (0,06 %) 0,06 km² es agua.

## Demografía
Según el censo de 2010, había 45 personas residiendo en el municipio de Mont. La densidad de población era de 0,48 hab./km². De los 45 habitantes, el municipio de Mont estaba compuesto por el 95,56 % blancos, el 4,44 % eran amerindios. Del total de la población el 0 % eran hispanos o latinos de cualquier raza.